# Melrose Place
Melrose Place är en amerikansk TV-serie som sändes mellan 1992 och 1999, och ursprungligen visades i Fox. Serien utspelar sig i ett av Los Angeles kvarter, där några unga grannar står i centrum.
Serien är en spinoff av Beverly Hills, som har visats på TV3 och TV4 i Sverige. Melrose Place fick i sin tur en spinoff, nämligen Models, Inc.
År 2009 kom en ny version av Melrose Place 2009. Den hade premiär 8 september på kanalen CW i USA och i Sverige visades den i TV400 med start i november samma år, men endast under en säsong.

## Rollista
| Linden Ashby          | – Brett Cooper (1995-96)                    |
| Josie Bissett         | – Jane Andrews Mancini (1992-1997, 1998-99) |
| Thomas Calabro        | – Michael Mancini                           |
| David Charvet         | – Craig Field (1996-1998)                   |
| Marcia Cross          | – Kimberly Shaw (1992, 1993-1997)           |
| Kristin Davis         | – Brooke Armstrong (1995-1996)              |
| Rob Estes             | – Kyle McBride (1996-1999)                  |
| Brooke Langton        | – Samantha Reilly (1996-1998)               |
| Laura Leighton        | – Sydney Andrews (1993-1997)                |
| Amy Locane            | – Sandy Harling (1992)                      |
| Heather Locklear      | – Amanda Woodward (1993-1999)               |
| Jamie Luner           | – Lexi Sterling (1997-1999)                 |
| Alyssa Milano         | – Jennifer Mancini (1997-1998)              |
| John Haymes Newton    | – Ryan McBride (1998-99)                    |
| Lisa Rinna            | – Taylor McBride (1996-1998)                |
| Kelly Rutherford      | – Megan Lewis (1996-1999)                   |
| Doug Savant           | – Matt Fielding (1992-1997)                 |
| Grant Show            | – Jake Hanson (1992-1997)                   |
| Andrew Shue           | – Billy Campbell (1992-1998)                |
| Courtney Thorne-Smith | – Alison Parker (1992-1997)                 |
| Rena Sofer            | – Eve Smith (1998)                          |
| Jack Wagner           | – Peter Burns (1994-1999)                   |
| Vanessa A. Williams   | – Rhonda Blair (1992-1993)                  |
| Daphne Zuniga         | – Jo Reynolds (1992-1996)                   |

### Fotnoter
1. ↑  ”Melrose Place”, The Complete Directory to Prime Time Network and Cable TV Shows 1946–Present, åttonde utgåvan, oktober 2003, ISBN 978-0-345-45542-0.[källa från Wikidata]
2. ↑  ”Melrose Place” (på engelska). TV.com. Arkiverad från originalet den 18 januari 2017. https://web.archive.org/web/20170118094818/http://www.tv.com/shows/melrose-place/. Läst 24 januari 2017.